# بندر تورك (نرغسان)
بندر تورك (بالفارسية: بندر تورک) هي قرية تقع في إيران في قسم نرغسان الریفي. يقدر عدد سكانها بـ 38 نسمة .